# Kumari Kandam
Kumari Kandam, Kumarikhandam o Kumari Nadu (en tamil: குமரிக்கண்டம், Kumarikkaṇṭam) son nombres dados a una gran isla o continente legendario, sumergido, supuestamente, al sur de Kanyakumari, en el extremo meridional de la India. Kumari Kandam ha sido modernamente asimilada a la también mítica Lemuria. En cualquier caso la leyenda supone que está hundida bajo el océano Índico.
Ku-mari significa en sánscrito "que fácil muere" y kandam en tamil, "continente", lo que podría llevar implícito el origen de la leyenda.
Según las tradiciones tamiles, los drávidas procederían de Kumarikhandam, una isla sumergida hace milenios al sur de la India. Las epopeyas como el Shilappadikaram y el Manimekhalai describen a la ciudad sumergida de Puhar. De acuerdo con la leyenda existían dos ríos principales en Kumari Kandam: el Pagliyaru y el Kumari, y también se encontraban montañas. El primer "Sangam" de los tamiles, Idai Sangam, se considera situado en Kumari Kandam.
El escritorArysio Nunes dos Santos identifica a este supuesto continente con la Atlántida.

## Drávidas y tamiles
De acuerdo a los drávidas, la región de Kumari Kandam fue poblada desde hace medio millón de años por una supuesta subespecie llamada Homo Dravida, la cual creó una gran civilización conocida como Lemuria. El territorio se sumergió en el Océano Índico durante el XVII milenio antes de la Era Cristiana.De ese mismo continente provenían los tamiles.
Sumathi Ramaswamy quién investigó sobre la existencia de Lemuria en los años 1999, 2000 y 2004, descubrió que bajo la aprobación británica Lemuria apareció por primera vez en los textos hindúes en el año 1876 y continuó apareciendo en el siglo XX con su promoción en Norteamérica. Durante el nacionalismo emergente de los tamil en la década de 1920 y con su oposición a los británicos y al nacionalismo indio, la asociación de su cultura con Lemuria se hizo más fuerte. Después de 1950 Lemuria comienza aparecer en los discursos públicos y, en 1981 en un documento aprobado por el gobierno. Cabe destacar que Lemuria apareció en los textos hindúes en el sur de India en 1903, pero bajo el nombre tradicional de los tamiles: Kumari Kandam.

## Enfoques científicos
Los registros de las fluctuaciones marinas y de los cambios climáticos pueden ser analizados con los sedimentos del fondo marino, estudiando su fauna y la naturaleza de dichos sedimentos. Rajiv Nigam y Hashimi, investigadores del Instituto Nacional de Oceanografía han analizado los sedimentos de la costa este de la India. Nigam -en un estudio anterior- y Henriques desarrollaron modelos regionales para la determinación de la profundidad en sedimentos del Mar Arábigo, cuyos resultados fueron:
1. El nivel del mar era unos 100 metros más bajo que en la actualidad hace aproximadamente 14.500 años.
2. El nivel del mar hace unos 10 000 años atrás era unos 60 metros más bajo.
3. Durante los últimos 10 mil años ha habido tres fluctuaciones importantes del nivel marino, afectando los asentamientos humanos.[5]

Dehradun, un investigador del Instituto Hidrográfico Naval produjo dos informes (INT 717071-X986 a escala 1:10,000,000 e INT 7007706-1973 a escala 1:3,500,0) pertenecientes al Cabo de Comarin - Golfo de Mannar con sondeos marinos de alta resonancia indicando los contornos marítimos del lugar. Los estudios indican un significante cambio en la zona costera del sur de la India producida por la inundación posterior a la era glaciar. Los mapas se encuentran basados en los contornos barométricos y en las curvas del nivel marino de la Central West Coast de la India.
Las gráficas ratificaron un aumento de 100 metros del nivel del mar hace unos 14.500 años atrás, el presente Golfo de Mannar era una masa de tierra en conexión con Sri Lanka y la India peninsular, además de exponer 36 mil kilómetros cuadrados de superficie. El mar se encontraba a unos 80 kilómetros al este, al sur y al oeste del actual Cabo de Comarin, y se exponía una masa triangular de 6500 kilómetros cuadrados adyacentes al Cabo. El mar estaba a unos 25 a 35 kilómetros cerca de Cuddalore y a unos 25 kilómetros de Colombo. El argumento del crecimiento en el nivel del mar se presenta debido al calentamiento global, el cual según Rajiv Nigam continúa en aumento.

## Ruinas sumergidas

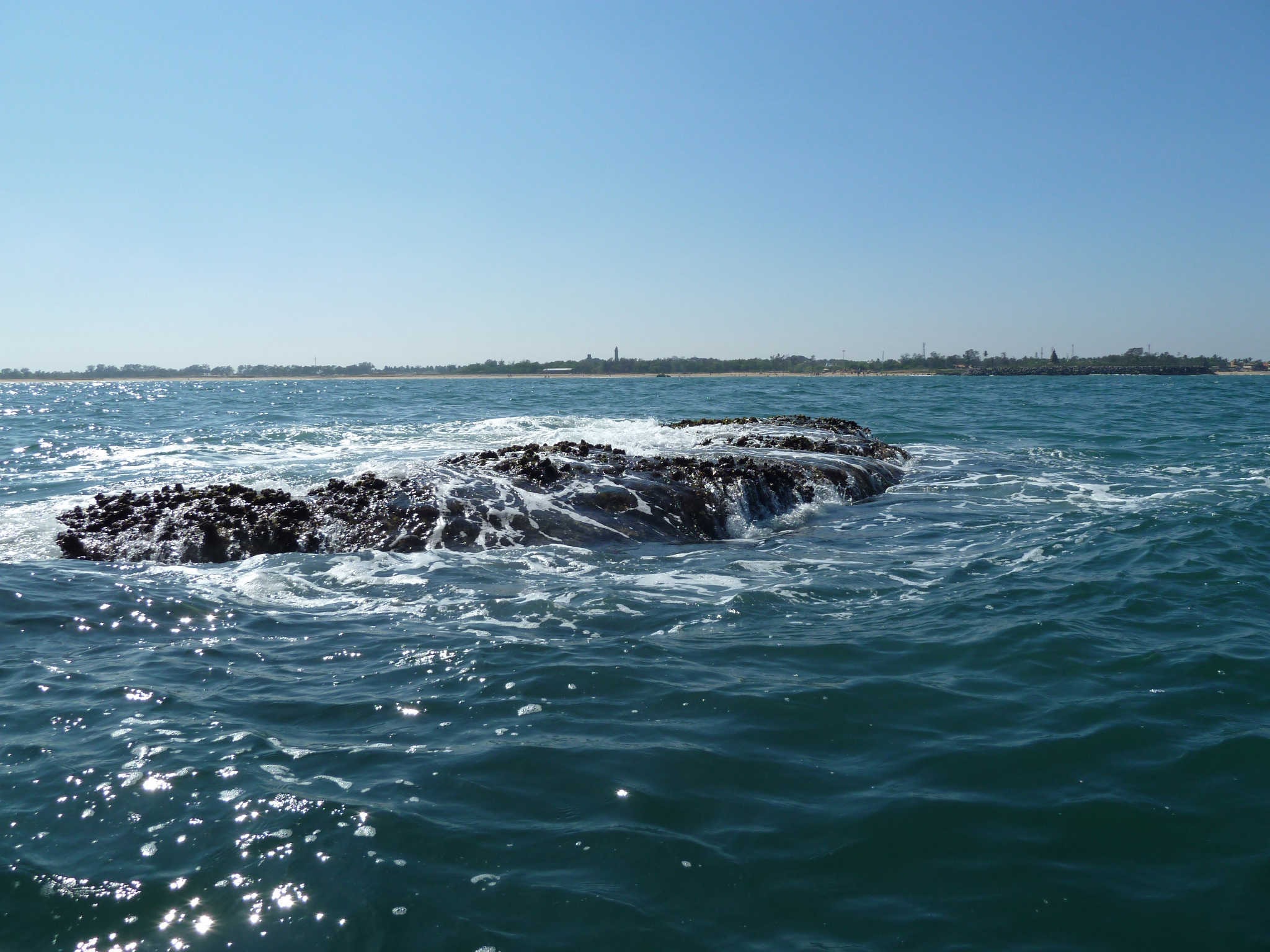
Uno de los templos sumergidos de Mahabalipuram en 2011.

En Mahabalipuram, cerca de Chennai, se han descubierto ruinas sumergidas que pueden haber sido uno de los factores para el origen del mito actual de Kumari Kandam. La exploración de la existencia de más templos se basó en la creencia local de que el templo que puede observarse en la ciudad es parte de una serie de siete templos en total, de los cuales seis se encontrarían sumergidos.
Los miembros de la Scientific Exploration Society de Reino Unido exploraron el área durante abril de 2002 y grabaron evidencias de las ruinas de Mahabalipuram en cinco localizaciones entre los 5 y 8 metros, a una distancia de 500 a 700 metros del templo de partida. Se encontraron remanentes de piedra, paredes, bloques de piedra rectangulares y una plataforma, entre otras cosas, pero la mayoría de las estructuras se encuentran dañadas. El patrón de construcción del área es de 100x50 metros y se calculan que datan de la dinastía Pallava. El Instituto Oceanográfico Nacional de la India (NIO) también se puso a investigar los datos recolectados en conjunto con arqueólogos hindúes.
El Instituto Oceanográfico Nacional en marzo de 1991 estuvo trabajando en Tarangambadi-Poompuhar en Tamil Nadu, cerca de Nagapattinam, con un barco de investigación equipado con barrido lateral y descubrió "una estructura en forma de herradura". En 1993 se volvió a investigar, la estructura en forma de U se encontraba a 23 metros de profundidad y a 5 kilómetros mar adentro. Lo llamativo de la exploración de la estructura tanto por parte del NIO como las posteriores realizadas por Graham Hancock es que la estructura es 6 mil años más antigua que la primera arquitectura de Egipto o de la antigua Sumeria o Mesopotamia (actual Irak), con fecha alrededor del 3000 a. C., tradicionalmente mencionadas como las primeras civilizaciones de la humanidad.
Además, se demostró que la separación de la actual Ilankai - Sri Lanka como una isla aparentemente comenzó hace unos 6900 años o alrededor al 4900 a. C.
Recientemente científicos de la Universidad de Oslo descubrieron el continente prehistórico de Mauritia lo que podría darle sustento teórico a esta tradición.

## Kumari Kandam en la TV
En la serie animada, Los Sábados Secretos, de Cartoon Network, Kumari Kandam es un pueblo habitante de las profundidades del océano Índico, y es donde Zak Sábado se hace amigo del rey de esta civilización, en el episodio, El Rey de Kumari Kandam.